# Ioan Borcea
Pour les articles homonymes, voir Borcea.
Ioan Borcea, né le 30 janvier 1879 et mort le 30 juillet 1936, est un zoologiste roumain.

## Biographie
Né à Buhoci, dans le județ de Bacău, il entre à l'école secondaire du Lycée national (en) de Iași avant de rejoindre le Boarding High School (en), dont il sort diplômé en 1897. Il entre ensuite dans la section des sciences naturelles de la faculté des sciences de l'Université de Iași, obtenant son diplôme en 1900. D'abord assistant d'enseignement au département de morphologie animale, Borcea obtient une bourse pour étudier en France l'année suivante. En 1903, il obtient un diplôme de premier cycle à la faculté des sciences naturelles de la Sorbonne. En 1905, la même institution lui décerne un doctorat ; sa thèse portait sur le système uro-génital (en) des elasmobranchii. Il effectue des recherches dans les stations de biologie marine des villages de Banyuls-sur-Mer et de Roscoff, ainsi qu'à Naples.
En 1909, Borcea devient professeur à la faculté des sciences de Iași, servant à un moment donné de doyen et y restant jusqu'à sa mort. En 1926, il fonde la station de biologie marine d'Agigea, située sur la côte de la mer Noire près de Constanța, et en est le directeur pendant la dernière décennie de sa vie. De 1919 à 1920, il est ministre des Affaires religieuses et de l'Instruction publique dans le gouvernement d'Alexandru Vaida-Voevod. De 1912 à 1936, il dirige le Musée d'histoire naturelle de Iași. En 1909, il devient membre du Muséum national d'histoire naturelle de Paris, obtenant un poste similaire au Musée américain d'histoire naturelle de New York en 1935. Il est membre honoraire de la Société zoologique de France et dirige le V. Adamachi Scientific Magazine. En 1919, il est élu membre correspondant de l'Académie roumaine.
Borcea publie plus d'une centaine d'ouvrages scientifiques sur l'entomologie théorique et appliquée, l'océanographie, la muséologie, la faune de la mer Noire et les espèces reliques des mers Noire et Caspienne ainsi que de la région du lac Razim. Il introduit le concept de lutte biologique contre les ravageurs agricoles en Roumanie.
Il meurt à Agigea le 30 juillet 1936 des suites d'une septicémie.

## Hommages
Le Collège technique Ion Borcea, situé à Buhuși, près du lieu de naissance de Borcea, porte son nom en 1990. L'Aquarium Ion Borcea de Constanța (en) porte également son nom.